# Remain in Light
Remain in Light è il quarto album in studio dei Talking Heads, pubblicato l'8 ottobre 1980 dalla Sire Records. Fu registrato in varie località delle Bahamas e degli Stati Uniti tra il luglio e l'agosto 1980 e prodotto da Brian Eno, da tempo collaboratore del gruppo. L'album raggiunse la diciannovesima posizione della classifica Billboard 200 negli Stati Uniti e la ventunesima della Official Albums Chart. Furono distribuiti due singoli, Once in a Lifetime e Houses in Motion, e il promo Crosseyed and Painless. Venne inoltre certificato disco d'oro negli Stati Uniti e in Canada nel corso degli anni ottanta.
Dopo l'uscita di Fear of Music nel 1979, i Talking Heads desideravano realizzare un album in grado di smentire l'idea che il frontman e paroliere David Byrne fosse l'unico membro creativo del gruppo e lavorasse con una semplice band di supporto. Ricorrendo all'influenza del musicista nigeriano Fela Kuti, decisero allora di sperimentare con la poliritmia africana, il funk e la musica elettronica e insieme a Eno registrarono le tracce strumentali come una serie di ripetizioni e loop, un'idea innovativa per l'epoca. Numerosi musicisti addizionali collaborarono con il gruppo lungo tutta la fase di registrazione, tra cui il chitarrista Adrian Belew, la cantante Nona Hendryx, e il trombettista Jon Hassell. La stesura dei testi rallentò il completamento dell'album, ma fu conclusa quando Byrne adotto un metodo di scrittura simile al flusso di coscienza e trovò ispirazione dalla cultura africana. La copertina, ideata dalla bassista Tina Weymouth e dal batterista Chris Frantz, fu realizzata con l'aiuto della M&Co, la compagnia di design e ingegneria informatica del Massachusetts Institute of Technology. Completato l'album, i Talking Heads estesero la formazione a nove membri per i concerti promozionali.
Remain in Light fu ben accolto dalla critica, che lodò la fusione coerente di diversi generi e la sperimentazione sonora. È presente in diverse classifiche dei migliori album degli anni ottanta e dei migliori album di sempre, e viene spesso considerata il capolavoro della band. Nel 2006 è stato rimasterizzato e ridistribuito con l'aggiunta di quattro tracce bonus. Nel 2017, la Biblioteca del Congresso ha giudicato l'album "culturalmente, storicamente o esteticamente significativo" e lo ha inserito nel National Recording Registry.

## Origine
Nel gennaio 1980 i Talking Heads rientrarono a New York dopo i tour di supporto al disco Fear of Music (1979) e decisero di mettere il gruppo in pausa per dedicarsi a progetti personali: David Byrne lavorò con Brian Eno a un album di musica sperimentale, My Life in the Bush of Ghosts (1981), mentre Jerry Harrison produsse un album per la cantante soul Nona Hendryx ai Sigma Sound Studios di New York; la cantante e gli studi sarebbe poi stati usati per Remain in Light dietro consiglio di Harrison. Chris Frantz e Tina Weymouth, marito e moglie, discussero la possibilità di lasciare il gruppo dopo che la seconda aveva lamentato l'eccessivo controllo di Byrne sulle scelte musicali; Frantz non era d'accordo, così i due decisero di fare una lunga vacanza ai Caraibi per valutare lo stato del gruppo e del loro matrimonio. Durante il viaggio, la coppia venne coinvolta in numerose cerimonie voodoo haitiane e fece pratica con numerosi strumenti a percussione del luogo. In Giamaica conobbero il duo di turnisti ritmici Sly & Robbie.
Alla fine delle vacanze, Frantz e Weymouth acquistarono un appartamento sopra i Compass Point Studios a Nassau, dove la band aveva registrato il secondo album, More Songs About Buildings and Food (1978). Byrne raggiunse i due e Harrison nella primavera del 1980. I musicisti si accorsero che la parte creativa della composizione fino ad allora era stata svolta quasi esclusivamente da Byrne, anche se le canzoni erano suonate in quartetto. L'idea di Remain in Light arrivò anche per sfatare l'idea di un cantante con un gruppo di solo supporto; quello che volevano fare, secondo Byrne, era «sacrificare il nostro ego per la cooperazione reciproca». Invece di limitarsi a scrivere la musica per i testi di Byrne, i Talking Heads eseguirono jam strumentali senza canto, usando la canzone I Zimbra (da Fear of Music) come punto di partenza.
Eno arrivò alle Bahamas tre settimane dopo Byrne. Inizialmente era riluttante all'idea di lavorare di nuovo con il gruppo dopo aver collaborato ai due album precedenti, ma cambiò idea dopo aver ascoltato i demo strumentali. Insieme al gruppo decise di sperimentare con il modo di fare musica tipico delle comunità africane, in cui le parti individuali si uniscono in poliritmia per creare un insieme coeso. Afrodisiac (1973), il disco afrobeat di Fela Kuti, divenne il punto di riferimento per l'album. Tina Weymouth dichiarò in seguito che gli anni ottanta segnarono l'inizio della musica hip-hop, il che fece capire ai Talking Heads che il contesto musicale stava cambiando. Prima delle sessioni di registrazione, David Gans disse al gruppo che «le cose che non si capiscono sono i semi di un futuro più interessante» e li incoraggiò a sperimentare con improvvisazioni in studio.

## Registrazione e produzione

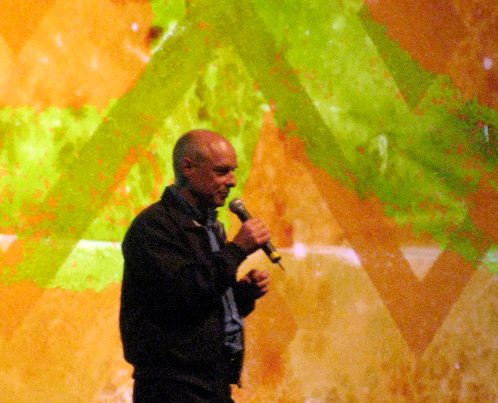
Brian Eno, qui in una fotografia del 2007, produsse Remain in Light con un ampio uso di tecniche sperimentali

Le sessioni di registrazione iniziarono agli studi Compass Point nel luglio 1980. La creazione dell'album richiese numerosi musicisti addizionali, in particolare percussionisti. I Talking Heads scelsero di usare il titolo di lavorazione Melody Attack durante il processo di registrazione dopo aver visto un programma televisivo giapponese dello stesso titolo. Harrison ha dichiarato che l'obiettivo era fondere la musica rock con i generi africani, invece di limitarsi a imitare la musica africana. Le tecniche produttive di Eno furono fondamentali per l'ideazione dell'album. Gli strumenti vennero registrati uno per volta in un processo discontinuo. I loop e le ripetizioni di battute ebbero un ruolo fondamentale, in un periodo in cui i computer non potevano ancora svolgere adeguatamente queste funzioni.
Dopo alcune sessioni alle Bahamas, l'ingegnere del suono Rhett Davies lasciò il lavoro in seguito a una discussione col produttore riguardo alla velocità di registrazione. Steve Stanley, che dall'età di 17 anni aveva lavorato con musicisti come Bob Marley, si fece avanti per completare il lavoro e, secondo Frantz, ebbe un ruolo importante nella creazione del primo singolo, Once in a Lifetime. Venne usata anche un'unità per il riverbero artificiale della Lexicon, ottenuta dall'ingegnere del suono Dave Jerden. Come Davies, Jerden non era contento del ritmo veloce con cui Eno voleva registrare delle composizioni musicalmente così complesse, ma non si lamentò. Le tracce base erano semplici guide ritmiche composte da un solo accordo. Ciascuna sezione fu registrata come un lungo loop per permettere la creazione di composizioni più complesse attraverso il cambio di posizione o la fusione dei loop.
Le tracce spinsero Byrne a ripensare il suo modo di cantare. Poche sezioni vocali vennero registrate alle Bahamas. Gran parte della stesura dei testi iniziò quando il gruppo fece ritorno negli Stati Uniti e si divise tra New York e la California. Harrison prenotò gli studi Sigma Sound, specializzati in musica R&B, dopo aver convinto i proprietari che il lavoro del gruppo avrebbe potuto portare loro un nuovo tipo di clientela. Nel frattempo, a New York Byrne stava lottando con il blocco dello scrittore. Harrison e Eno passavano il tempo a perfezionare le composizioni registrate alle Bahamas, mentre Frantz e Weymouth spesso non si presentavano in studio. Cominciarono a emergere dei dubbi sulla possibilità di terminare l'album. Le sessioni di registrazione presero ritmo solo dopo l'ingaggio del chitarrista Adrian Belew dietro richiesta di Byrne, Harrison e Eno. A Belew venne chiesto di aggiungere degli assoli alle tracce registrate negli studi Compass Point, usando una chitarra con sintetizzatore Roland.
Byrne registrò tutte le tracce su audiocassetta, così com'erano dopo i contributi di Belew, e andò in Africa per tentare di vincere il blocco dello scrittore. Si accorse che, quando i musicisti africani dimenticavano le parole, improvvisavano e spesso ne inventavano di nuove. Il cantante usò un registratore portatile e cercò di creare rime onomatopeiche nello stile di Eno, che non considerava il testo il punto centrale del significato di una canzone. Byrne ascoltava ripetutamente le registrazioni dei suoi scat fino a convincersi che non stava più ascoltando suoni senza senso, e re-incideva sostituendo i vocalizzi con parole autentiche. Quando Byrne fu soddisfatto, Harrison invitò Nona Hendryx agli studi Sigma Sound per la registrazione dei cori. La cantante seguì le indicazioni date da Byrne, Frantz e Weymouth, e spesso cantava in trio con Byrne e Eno. Dopo aver registrato le voci, il gruppo passò alle sovraincisioni. Il trombettista Jon Hassell, che aveva già lavorato con Byrne e Eno su parte di My Life in the Bush of Ghosts, eseguì le parti per corno e tromba. Nell'agosto 1980 metà dell'album fu mixato da Eno e dall'ingegnere John Potoker a New York, con l'assistenza di Harrison, mentre l'altra metà venne mixata da Byrne e Jerden agli Eldorado Studios di Los Angeles.

## Grafica e titolo

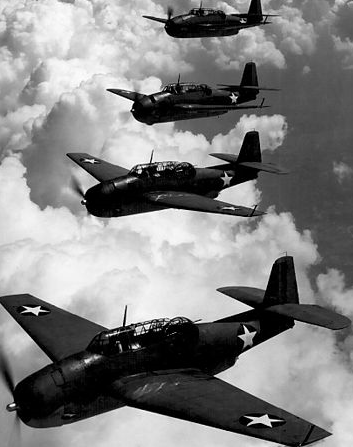
I Grumman Avengers, usati dalla Marina degli Stati Uniti, ispirarono la copertina iniziale, in seguito usata come retro dopo il cambio di titolo

La copertina fu concepita da Tina Weymouth e Chris Frantz con l'aiuto del ricercatore del Massachusetts Institute of Technology Walter Bender e il suo gruppo del Media Lab. Prendendo ispirazione da Melody Attack, la coppia creò un collage di aerei da guerra rossi in formazione militare sull'Himalaya. Gli aerei raffigurati sono Grumman Avenger, in onore del padre di Tina Weymouth, ex ammiraglio. L'idea per il retro di copertina era di inserire semplicemente i ritratti dei quattro Talking Heads. Weymouth frequentò spesso il MIT durante l'estate del 1980 e lavorò con Scott Fisher, un collega di Bender, alla realizzazione al computer delle idee. Il processo fu complesso perché la potenza dei computer negli anni ottanta era limitata: solo il mainframe richiese l'impiego di numerose stanze. Weymouth e Fisher erano entrambi appassionati di maschere e usarono il concetto per sperimentare con i ritratti. I volti furono cancellati con blocchi di colore rosso, tranne che per gli occhi, i nasi e le bocche. Tina Weymouth pensò di sovrapporre il volto di Eno sui quattro ritratti per evocare il suo egocentrismo (il produttore aveva chiesto di essere raffigurato in copertina insieme ai quattro membri del gruppo), ma alla fine cambiò idea.

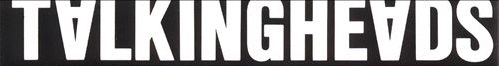
La caratteristica grafica del nome della band così come appare in testa alla copertina

Il resto dell'artwork e le note di copertina furono disegnate dal designer grafico Tibor Kalman e dalla sua compagnia M&Co. Kalman era molto critico verso il formalismo e il design professionale nell'arte e nella pubblicità. Offrì gratuitamente il suo lavoro e discusse la possibilità di usare materiali anticonvenzionali come la carta smerigliata e il veltro per la busta dell'LP. Scettica all'idea di ingaggiare una compagnia di design, Weymouth rifiutò le proposte di Kalman e preferì le immagini computerizzate fatte al MIT. La creazione del design fece notare alla band che il titolo Melody Attack era troppo frivolo per la musica prodotta; decisero quindi per Remain in Light. David Byrne ha dichiarato: «Oltre a non essere così melodica, la musica aveva da dire qualcosa che al tempo sembrava nuovo, trascendente e forse anche rivoluzionario, almeno per le canzoni funk-rock». L'immagine degli aerei fu relegata sul retro e i ritratti modificati divennero la copertina principale. Kalman dichiarò poi che gli aerei non furono rimossi del tutto perché sembravano un riferimento alla crisi degli ostaggi in Iran del 1979-1981.
Tina Weymouth consigliò a Kalman di usare un carattere semplice, senza grazie. La M&Co. seguì le istruzioni ed ebbe l'idea di rovesciare le "A" in "Talking Heads". Weymouth e Frantz decisero di usare l'acronimo "C/T" per l'artwork, mentre Bender e Fisher usarono le iniziali e nomi in codice perché il progetto non era ufficialmente legato al MIT. I crediti sono quindi: "HCL, JPT, DDD, WALTER GP, PAUL, C/T". La versione definitiva dell'opera ha perciò uno dei primi artwork disegnati al computer nella storia della musica. Lo psicanalista Michael A. Brog l'ha definita «un'immagine disarmante, che suggerisce sia la divisione sia la cancellazione dell'identità» e che introduce l'ascoltatore a uno dei temi ricorrenti dell'album, il disturbo di identità. «L'immagine è in contrasto con il titolo, perché le immagini oscurate dei membri del gruppo non possono restare alla luce».

## Uscita e tour

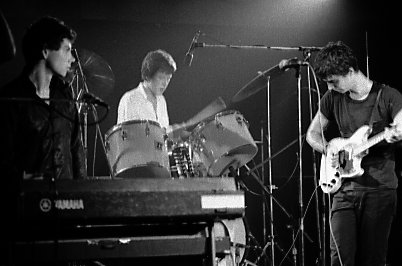
I Talking Heads ingaggiarono cinque musicisti addizionali per il tour di Remain in Light

Brian Eno avvertì i Talking Heads che la musica di Remain in Light era troppo complessa per essere eseguita dal vivo da un quartetto. Il gruppo si allargò quindi a nove musicisti per il tour di supporto. I membri addizionali reclutati da Harrison erano il chitarrista Adrian Belew, il tastierista dei Funkadelic Bernie Worrell, il bassista Busta Jones, il percussionista Steven Scales e la corista Dolette MacDonald. La formazione estesa faceva i soundcheck nel loft di Frantz e Weymouth seguendo i ritmi creati da Worrell (che aveva studiato al conservatorio del New England e alla Juilliard School). La prima esibizione avvenne il 23 agosto 1980 all'Heatwave Festival in Canada, di fronte a 70.000 spettatori. Robert Hilburn del Los Angeles Times definì la musica del gruppo "rock-funk con una forza drammatica". Il 27 agosto la formazione estesa si esibì davanti a un pubblico di 125.000 persone al Wollman Rink, nel Central Park di New York.
I concerti in Canada e a New York erano gli unici in programma, ma la Sire Records decise di organizzare un tour completo. Il gruppo arrivò in Italia alla fine del 1980 e il concerto al Palazzo dello Sport di Roma del 18 dicembre fu registrato e trasmesso dalla RAI.
Remain in Light uscì in tutto il mondo l'8 ottobre 1980. I Talking Heads e Eno erano inizialmente d'accordo ad accreditare ogni canzone a "David Byrne, Brian Eno, Chris Frantz, Jerry Harrison, Tina Weymouth" (in ordine alfabetico), non essendo stati in grado di stabilire una formula precisa per la divisione dei crediti, ma l'album fu poi distribuito con i crediti "David Byrne, Brian Eno, Talking Heads". Frantz, Harrison e Weymouth contestarono il tentativo di Byrne e Eno di ottenere i crediti esclusivi. Secondo Tina Weymouth, Byrne aveva detto a Kalman di stabilire i crediti secondo le indicazioni di Eno. Le edizioni successive corressero l'errore. Remain in Light fu trasmesso per la prima volta nella sua interezza il 10 ottobre 1980 dalla radio WDFM. Fu certificato disco d'oro dalla Canadian Recording Industry Association nel febbraio 1981, dopo aver venduto 50.000 copie, e dalla Recording Industry Association of America nel settembre 1985, quando superò le 500.000. L'album ha venduto oltre un milione di copie in tutto il mondo.

## Contenuto

### Testi

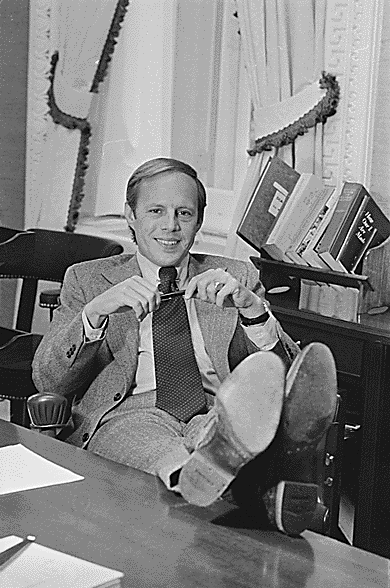
La deposizione di John Dean, coinvolto nello scandalo Watergate, fu una delle numerose ispirazioni per i testi dell'album

Remain in Light contiene otto canzoni che, secondo lo psicanalista Michael A. Brog, sarebbero basate sul principio della libera associazione, prive cioè del pensiero coerente rintracciabile nei testi scritti in flusso di coscienza. David Gans spiegò a Byrne come essere più libero con il contenuto dei testi, avvertendolo che «il pensiero coerente ha i suoi limiti». Il cantante incluse una bibliografia nel press kit dell'album con una dichiarazione che spiegava in quale modo Remain in Light era stato ispirato dalla mitologia e dai ritmi africani. L'influenza principale per i testi viene da African Rhythm and African Sensibility di John Miller Chernoff, che descrive il ruolo della musica nelle comunità rurali del continente. L'etnomusicologo viaggiò in Ghana nel 1970 per studiare i percussionisti locali e descrisse le complicate relazioni tra gli schemi ritmici. Una delle canzoni, The Great Curve, rende espliciti i temi africani nel passaggio "The world moves on a woman's hips", che Byrne inserì dopo aver letto African Art in Motion di Robert Farris Thompson. Studiò anche l'eloquenza di alcuni casi specifici, come la testimonianza di John Dean sullo scandalo Watergate e i racconti di ex schiavi.
Come le altre canzoni, il brano d'apertura Born Under Punches (The Heat Goes On) trae ispirazione da «preghiere, grida e declamazioni». L'espressione "And the Heat Goes On", usata nel titolo e ripetuta nel ritornello, è presa dalla testata di un articolo del New York Post letto da Eno nel 1980. Il canto di Once in a Lifetime è influenzato invece dai sermoni dei predicatori. Alcuni critici hanno notato che la canzone «è una sorta di stoccata anticipatrice agli eccessi degli anni ottanta» ma Byrne non è mai stato d'accordo con questa interpretazione e ha commentato che il testo deve essere interpretato alla lettera. «Siamo per la maggior parte inconsci. Sai, operiamo mezzi svegli o col pilota automatico e ci riduciamo con una casa, una famiglia, un lavoro e tutto il resto, e non ci siamo mai fermati per chiederci 'come ci sono arrivato qui?'».

### Musica
Byrne ha descritto l'album come un lavoro «spirituale», «gioioso ed estatico, eppure è serio»; ha fatto notare che, alla fine, c'era «meno africanismo in Remain in Light di quanto intendevamo [...] ma le idee africane erano molto più importanti da ottenere dei ritmi specifici». Secondo Eno il disco fonde in maniera unica il funk con il punk rock o la new wave. Nessuna delle composizioni contiene cambi di accordo, basandosi piuttosto sull'uso di diversi armonici e note. Riff intricati e strati sovrapposti di bassi e percussioni sono usati frequentemente in tutto l'album.
Il primo lato contiene le canzoni più ritmate, con lunghi intermezzi strumentali: Born Under Punches (The Heat Goes On), Crosseyed and Painless e The Great Curve. Il lato B è composto da canzoni più introspettive, con sonorità che di brano in brano si fanno sempre più rarefatte. Once in a Lifetime contiene una citazione da What Goes On dei Velvet Underground. La canzone era in origine intitolata Weird Guitar Riff Song per la sua particolare composizione. Fu concepita come un singolo riff prima che il gruppo ne sovrapponesse un altro; Eno alternò otto battute di ciascun riff con le corrispondenti battute della controparte. Houses in Motion include una lunga esibizione alla tromba e ai corni di Jon Hassell. Seen and Not Seen alterna un testo recitato da Byrne con un sottofondo ritmato a un ritornello più evocativo, mentre Listening Wind presenta elementi tipici della tradizione musicale araba. Il brano finale, The Overload, fu il tentativo da parte dei Talking Heads di emulare il sound dei Joy Division. La canzone fu composta nonostante nessun membro della band avesse mai ascoltato nulla dei Joy Division: i musicisti si basarono piuttosto su come la musica del gruppo inglese era descritta nelle recensioni. Il brano è costituito da battiti tribali simil-industrial eseguiti principalmente da Harrison e Byrne.

## Accoglienza
| Recensione      | Giudizio       |
| --------------- | -------------- |
| AllMusic        |                |
| Rolling Stone   |                |
| The Irish Times |                |
| Uncut           |                |
| Ondarock        | Pietra miliare |

### Giudizio della critica
Il disco è stato accolto da numerose critiche positive. Ken Tucker del magazine Rolling Stone ha lodato il tentativo coraggioso e coinvolgente di individuare un terreno comune, nei primi anni 1980, fra generi musicali spesso ostili e divergenti, concludendo che Remain in Light raccoglie musica spaventosa e divertente, che fa «ballare e pensare, pensare e ballare, ballare e pensare, ad infinitum.» Robert Christgau, scrivendo per The Village Voice, lo ha descritto come l'opera «in cui David Byrne è riuscito a vincere la sua paura della musica in una visionaria ottica Afrofunk, chiara, distaccata, quasi misticamente ottimistica.» Michael Kulp del The Daily Collegian ha scritto che Remain in Light non deve essere etichettato sotto il genere "rock classico" come i suoi tre predecessori, mentre John Rockwell, in una recensione per il New York Times, si dice convinto che la band, con la pubblicazione di questo lavoro, può essere definitivamente annoverata fra i «gruppi più avventurosi d'America». A Sandy Robertson del Sounds piacque soprattutto la natura innovativa e sperimentale dell'album, così come a Billboard che scrisse: «Quasi ogni album dei Talking Heads uscito negli ultimi quattro anni alla fine è rientrato nella lista di quelli preferiti dalla critica. Remain in Light non fa eccezione.»
William Ruhlmann di AllMusic ritiene che il disco rappresenti per il gruppo la transizione definitiva, appena accennata nel precedente Fear of Music, verso una musica più completa e matura: «I Talking Heads si sono connessi con un pubblico pronto a seguire la loro evoluzione musicale e l'album è stato molto inventivo e influente.» Nel 1995 Eric Weisbard, in una recensione per la Spin Alternative Record Guide, ha elogiato lo sforzo della produzione di Eno, che ha permesso di integrare senza eccessi lo stile della musica africana nei brani del gruppo. Nel 2004 Barry Walsh di Slant ha descritto l'album come «semplicemente magico», capace di trasformare il rock della band in un'entità più globale in termini di portata musicale. Nel 2008 Sean Fennessey di Vibe ha scritto: «I Talking Heads hanno portato i poliritmi africani a New York e hanno fatto il viaggio di ritorno con un post-punk elegante e alieno in valigia.»

### Riconoscimenti
Remain in Light è stato nominato il miglior album degli anni ottanta dalla Sounds, davanti a The Absolute Game (1980) degli The Skids, e da Melody Maker, mentre il New York Times lo ha incluso nella sua rosa dei dieci migliori album di quell'anno.
Remain in Light figura fra i primi posti anche in molte altre classifiche, come quella di Robert Christgau, che lo pone al secondo posto, dietro London Calling dei The Clash, oppure quella della NME, nella quale si trova alla sesta posizione. Inoltre occupa il podio (al numero 3, preceduto da The River di Bruce Springsteen e ancora London Calling dei Clash) della lista di Pazz & Jop, filiale di The Village Voice, che ha aggregato i giudizi di più di un centinaio di recensioni.
(Ryan Schreiber, Nella recensione del 2002 per Pitchfork Media)
Nel 1989, Rolling Stone ha definito Remain in Light il quarto miglior album del decennio e il centoventiseiesimo di tutti i tempi. Nel 1993 è stato inserito all'undicesimo posto della classifica della NME dei 50 migliori dischi degli anni ottanta e al sessantottesimo di quella dei migliori album di sempre. Nel 1997 The Guardian, raccolti i pareri e le opinioni di numerosi critici, artisti e DJ di tutto il mondo, ha deciso di metterlo alla posizione numero 43 della lista "100 Best Albums Ever". Nel 1999 è stato incluso dalla Vibe nella centuria dei migliori album del ventesimo secolo. Nel 2002 Pitchfork lo ha collocato al secondo posto, dietro Daydream Nation (1988) dei Sonic Youth, nella sua "Top 100" dei migliori dischi degli anni ottanta. Un anno dopo VH1 lo ha posizionato al numero 88 della sua personale classifica dei migliori album di tutti i tempi e Slant in quelle dei 50 dischi pop più importanti e dei migliori lavori degli anni ottanta (nel 2012 al sesto posto). Nel 2006 il magazine Q lo ha inserito alla posizione 27 della classifica "40 Best Albums of the 80s".

## Tracce
Lato A
1. Born Under Punches (The Heat Goes On) – 5:46 (testo: Byrne, Eno – musica: Byrne, Eno, Franz, Harrison, Weymouth)
2. Crosseyed and Painless – 4:45 (testo: Byrne, Eno – musica: Byrne, Eno, Frantz, Harrison, Weymouth)
3. The Great Curve – 6:26 (testo: Byrne – musica: Byrne, Eno, Frantz, Harrison, Weymouth)

Lato B
1. Once in a Lifetime – 4:19 (testo: Byrne – musica: Byrne, Eno, Frantz, Harrison, Weymouth)
2. Houses in Motion – 4:30 (testo: Byrne – musica: Byrne, Eno, Frantz, Harrison, Weymouth)
3. Seen and Not Seen – 3:20 (testo: Byrne – musica: Byrne, Eno, Frantz, Harrison, Weymouth)
4. Listening Wind – 4:42 (testo: Byrne – musica: Byrne, Eno, Frantz, Harrison, Weymouth)
5. The Overload – 6:00 (testo: Byrne – musica: Byrne, Eno, Frantz, Harrison, Weymouth)

Tracce bonus (2006)
1. Fela's Riff (Unfinished Outtake) – 5:19 (testo: Byrne – musica: Byrne, Eno, Frantz, Harrison, Weymouth)
2. Unison (Unfinished Outtake) – 4:49 (testo: Byrne – musica: Byrne, Eno, Frantz, Harrison, Weymouth)
3. Double Groove (Unfinished Outtake) – 4:27 (testo: Byrne – musica: Byrne, Eno, Frantz, Harrison, Weymouth)
4. Right Start (Unfinished Outtake) – 4:07 (testo: Byrne – musica: Byrne, Eno, Frantz, Harrison, Weymouth)

La riedizione del 2006 indica che tutte le canzoni sono composte da David Byrne, Brian Eno, Chris Frantz, Jerry Harrison e Tina Weymouth. L'inserto del vinile del 1980 attribuisce invece i brani a David Byrne, Brian Eno e Talking Heads, con testi di David Byrne a eccezione di Crosseyed and Painless e Born Under Punches (The Heat Goes On), i cui testi sono attribuiti a Byrne e Eno. Le etichette poste sul disco in vinile della stessa edizione attribuiscono i brani a Byrne e Eno a eccezione di Houses in Motion e The Overload, in cui Harrison è indicato come coautore.

## Crediti
Formazione
- Talking Heads
  - David Byrne – voce, chitarra, basso, tastiera, percussioni
  - Jerry Harrison – chitarra, tastiera, voce
  - Tina Weymouth – basso, tastiera, percussioni, voce
  - Chris Frantz – batteria, tastiera, percussioni, voce

Musicisti aggiuntivi
- Brian Eno – basso, tastiera, percussioni, voce
- Nona Hendryx – voce
- Adrian Belew – chitarra
- Robert Palmer – percussioni
- José Rossy – percussioni
- Jon Hassell – tromba, corno

Produzione
- Brian Eno – produttore, mixaggio
- Dave Jerden – ingegnere del suono, mixaggio
- John Potoker – ingegnere addizionale, mixaggio
- Rhett Davies – ingegnere addizionale
- Jack Nuber – ingegnere addizionale
- Steven Stanley – ingegnere addizionale
- Kendall Stubbs – ingegnere addizionale
- David Byrne – mixaggio
- Greg Calbi – master audio

Design
- Tina Weymouth – copertina
- Chris Frantz – copertina
- Walter Bender – assistente alla copertina
- Scott Fisher – assistente alla copertina
- Tibor Kalman – artwork
- Carol Bokuniewicz – artwork
- MIT Architecture Machine Group – computer rendering

## Edizioni
- 1980 – LP, Sire Records SRK 6095
- 1984 – CD, Sire Records 6095-2
- 2006 – CD, Sire Records Rhino Records 8122 73300 2, edizione rimasterizzata con tracce aggiuntive e allegato DVD-A in formato multicanale 5.1

## Classifiche

### Classifiche settimanali
| Classifica (1980/81) | Posizione massima |
| -------------------- | ----------------- |
| Australia            | 25                |
| Canada               | 6                 |
| Francia              | 4                 |
| Norvegia             | 26                |
| Nuova Zelanda        | 8                 |
| Paesi Bassi          | 22                |
| Regno Unito          | 21                |
| Stati Uniti          | 19                |
| Svezia               | 28                |

### Classifiche di fine anno
| Classifica (1981) | Posizione |
| ----------------- | --------- |
| Canada            | 26        |
| Stati Uniti       | 87        |